# Brunfelsia
Brunfelsia  es un género de plantas con flores perteneciente a la subfamilia Petunioideae, incluida en la familia de las solanáceas (Solanaceae). Comprende 88 especies descritas y de estas, solo 47 aceptadas que se distribuyen por los neotrópicos.

## Descripción
Son arbustos o arbolitos, inermes. Hojas simples, enteras; pecioladas. Inflorescencias en fascículos subterminales o las flores solitarias en las axilas de las hojas, a menudo vistosas y a veces con olor nocturno, zigomorfas; cáliz campanulado, 5-lobado hasta la 1/2 de su longitud; corola hipocrateriforme, 5-lobada; estambres 4, anteras oblongas o elípticas, inclusas, dehiscencia longitudinal; ovario 2-locular. Fruto en baya coriácea.

## Toxicidad
Las raíces de varias especies correspondientes al género Brunfelsia contienen sustancias cuyo consumo puede provocar problemas en la salud humana según el compendio publicado por la Autoridad Europea de Seguridad Alimentaria en 2012. En concreto contienen alcaloides indólicos derivados de la Beta-carbolina como la harmina, la tetrahidroharmina, la harmalina, la manacina, la manaceína, y derivados del dimetiltriptamina y de la amidina tales como el pirrol 3-carboxamidina. 

## Taxonomía
El género fue descrito por Plum. ex  L. y publicado en Species Plantarum 1: 191. 1753. La especie tipo es: Brunfelsia americana
Etimología
Brunfelsia: nombre genérico que fue otorgado en honor del herbalista alemán Otto Brunfels (1488–1534).

## Especies aceptadas
A continuación se brinda un listado de las especies del género Brunfelsia aceptadas hasta julio de 2015, ordenadas alfabéticamente. Para cada una se indica el nombre binomial seguido del autor, abreviado según las convenciones y usos.	
Section Brunfelsia
- Brunfelsia acunae Hadac
- Brunfelsia americana L.
- Brunfelsia cestroides A. Rich. - Galán de noche[4] (Cuba), lila de las Antillas[4]
- Brunfelsia clarensis Britton & P. Wilson
- Brunfelsia densifolia Krug & Urb.
- Brunfelsia grisebachii Amshoff
- Brunfelsia jamaicensis (Benth.) Griseb.
- Brunfelsia lactea Krug & Urb.
- Brunfelsia linearis Ekman
- Brunfelsia macroloba Urb.
- Brunfelsia maliformis Urb.
- Brunfelsia membranacea Urb.
- Brunfelsia nitida Benth.
- Brunfelsia picardae Krug & Urb.
- Brunfelsia plicata Urb.
- Brunfelsia pluriflora Urb.
- Brunfelsia portoricensis Krug & Urb.
- Brunfelsia purpurea Griseb.
- Brunfelsia shaferi Britton & P. Wilson
- Brunfelsia sinuata A. Rich. - Galán de noche[4] (Cuba)
- Brunfelsia splendida Urb.
- Brunfelsia undulata Sw.

Section Franciscea
- Brunfelsia australis Benth.
- Brunfelsia boliviana Plowman
- Brunfelsia bonodora (Vell.) J.F. Macbr.
- Brunfelsia brasiliensis (Spreng.) L.B. Sm. & Downs
- Brunfelsia chiricaspi Plowman
- Brunfelsia cuneifolia J.A. Schmidt
- Brunfelsia dwyeri D'Arcy
- Brunfelsia grandiflora D. Don
- Brunfelsia hydrangeiformis (Pohl) Benth.
- Brunfelsia imatacana Plowman
- Brunfelsia latifolia (Pohl) Benth.
- Brunfelsia macrocarpa Plowman
- Brunfelsia mire Monach.
- Brunfelsia obovata Benth.
- Brunfelsia pauciflora (Cham. & Schltdl.) Benth.
- Brunfelsia pilosa Plowman
- Brunfelsia rupestris Plowman
- Brunfelsia uniflora (Pohl) D. Don - mercurio vegetal del Brasil[4]

Section Guianenses
- Brunfelsia amazonica C.V. Morton
- Brunfelsia burchellii Plowman
- Brunfelsia chocoensis Plowman
- Brunfelsia clandestina Plowman
- Brunfelsia guianensis Benth.
- Brunfelsia martiana Plowman